# ماده شیمیایی کشاورزی

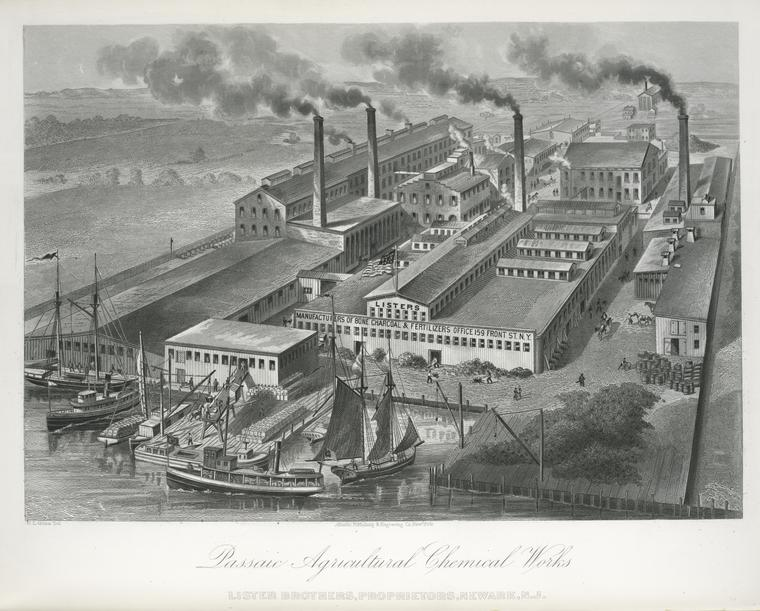
آثار شیمیایی کشاورزی پاسائیک در نیوآرک، نیوجرسی، ۱۸۷۶

یک ماده شیمیایی کشاورزی (به انگلیسی: Agrochemical, agrichemical)، یک محصول شیمیایی است که در کشاورزی صنعتی به کار می‌رود. ماده شیمیایی کشاورزی به زیست‌کش‌ها (آفت‌کش‌ها شامل حشره‌کش‌ها، علف‌کش‌ها، قارچ‌کش‌ها و نماتدکش‌ها) و کودهای مصنوعی گفته می‌شود. همچنین ممکن است شامل هورمون‌ها و دیگر عوامل رشد شیمیایی باشد.
مواد شیمیایی کشاورزی جزو مواد شیمیایی ویژه به‌شمار می‌روند.

### کنش زیست‌شناختی
در بیشتر موارد، مواد شیمیایی کشاورزی به آفت‌کش‌ها اشاره دارد.
- آفت‌کش‌ها
  - حشره‌کش‌ها
  - علف‌کش‌ها
  - قارچ‌کش‌ها
  - جلبک‌کش‌ها
  - جونده‌کش‌ها
  - نرم‌تن‌کش‌ها
  - نماتدکش‌ها
- کودها
- تهویه‌دهنده خاک
- عوامل آهکی و اسیدی
- تنظیم‌کننده‌های رشد گیاهی

### روش کاربرد
- مواد تدخینی
- نفوذپذیر